# Yuriel Celi
Yuriel Darío Celi Guerrero, noto semplicemente come Yuriel Celi (Callao, 20 febbraio 2002), è un calciatore peruviano, centrocampista del Universitario e della nazionale peruviana.

## Caratteristiche tecniche
Mezzala mancina dalle attitudini offensive, è bravo sia nella costruzione del gioco sia nella verticalizzazione verso gli attaccanti.

## Carriera
Entrato nel settore giovanile dell'Academia Cantolao all'età di 8 anni, ha percorso tutta la trafila delle giovanili del club fino alla firma del suo primo contratto professionistico nel dicembre del 2018. Il 6 maggio 2019 è stato convocato per la prima volta in prima squadra e due settimane dopo ha esordito disputando da titolare l'incontro del campionato peruviano vinto 1-0 contro il Pirata FC. Il 1º novembre seguente ha segnato il suo primo gol fissando il punteggio sul definitivo 3-0 nell'incontro casalingo disputato sempre contro il Pirata FC.

### Nazionale
Esordisce in nazionale il 20 novembre 2022, nella gara vinta 1-0 contro la Bolivia.

## Statistiche
Statistiche aggiornate al 28 settembre 2020.

### Presenze e reti nei club
| Stagione        | Squadra           | Campionato      | Campionato | Campionato | Coppe nazionali | Coppe nazionali | Coppe nazionali | Coppe continentali | Coppe continentali | Coppe continentali | Altre coppe | Altre coppe | Altre coppe | Totale | Totale | Totale |
| Stagione        | Squadra           | Comp            | Pres       | Reti       | Comp            | Pres            | Reti            | Comp               | Pres               | Reti               | Comp        | Pres        | Reti        | Pres   | Reti   |        |
| --------------- | ----------------- | --------------- | ---------- | ---------- | --------------- | --------------- | --------------- | ------------------ | ------------------ | ------------------ | ----------- | ----------- | ----------- | ------ | ------ | ------ |
| 2019            | Academia Cantolao | PD              | 15         | 1          | CP              | 0               | 0               |                    | -                  | -                  |             | -           | -           | 15     | 1      |        |
| 2020            | Academia Cantolao | PD              | 10         | 3          | CP              | 0               | 0               |                    | -                  | -                  |             | -           | -           | 10     | 3      |        |
| Totale carriera | Totale carriera   | Totale carriera | 25         | 4          |                 | -               | -               |                    | -                  | -                  |             | -           | -           | 25     | 4      |        |

### Cronologia presenze e reti in nazionale
| Cronologia completa delle presenze e delle reti in nazionale ― Perù | Cronologia completa delle presenze e delle reti in nazionale ― Perù | Cronologia completa delle presenze e delle reti in nazionale ― Perù | Cronologia completa delle presenze e delle reti in nazionale ― Perù | Cronologia completa delle presenze e delle reti in nazionale ― Perù | Cronologia completa delle presenze e delle reti in nazionale ― Perù | Cronologia completa delle presenze e delle reti in nazionale ― Perù | Cronologia completa delle presenze e delle reti in nazionale ― Perù |
| Data                                                                | Città                                                               | In casa                                                             | Risultato                                                           | Ospiti                                                              | Competizione                                                        | Reti                                                                | Note                                                                |
| ------------------------------------------------------------------- | ------------------------------------------------------------------- | ------------------------------------------------------------------- | ------------------------------------------------------------------- | ------------------------------------------------------------------- | ------------------------------------------------------------------- | ------------------------------------------------------------------- | ------------------------------------------------------------------- |
| 20-11-2022                                                          | Arequipa                                                            | Perù                                                                | 1 – 0                                                               | Bolivia                                                             | Amichevole                                                          | -                                                                   | 76’                                                                 |
| Totale                                                              |                                                                     | Presenze                                                            | 1                                                                   |                                                                     | Reti                                                                | 0                                                                   |                                                                     |

## Palmarès

### Club

#### Competizioni nazionali
- Campionato peruviano: 1

Universitario: 2024